# Ngawang Lobsang Tenpey Gyaltsen
Ngawang Lobsang Tenpey Gyaltsen (1844-1919?) was een Tibetaans geestelijke en regent. Hij kwam uit het district Chone in Kham, tegenwoordig in de Autonome Tibetaanse Prefectuur Gannan in Gansu.
Hij was de derde Tsemönling rinpoche en de zevenentachtigste Ganden tripa van 1907 tot 1914 en daarmee de hoofdabt van het klooster Ganden en hoogste geestelijke in de gelugtraditie in het Tibetaans boeddhisme.